# Senlecques
Senlecques (flämisch: Senleke) ist eine französische Gemeinde mit 255 Einwohnern (Stand: 1. Januar 2022) im Département Pas-de-Calais in der Region Hauts-de-France (vor 2016 Nord-Pas-de-Calais). Sie gehört zum Arrondissement Boulogne-sur-Mer und zum Kanton Desvres. 

## Geographie
Senlecques liegt etwa 24 Kilometer ostsüdöstlich von Boulogne-sur-Mer. Die Gemeinde gehört zum Regionalen Naturpark Caps et Marais d’Opale.
Umgeben wird Senlecques von den Nachbargemeinden Lottinghen im Norden, Bléquin im Nordosten, Ledinghem im Osten und Südosten, Bourthes im Süden, Bécourt im Südwesten sowie Vieil-Moutier im Westen und Nordwesten.

## Bevölkerungsentwicklung
| Jahr                      | 1962 | 1968 | 1975 | 1982 | 1990 | 1999 | 2006 | 2013 |
| Einwohner                 | 219  | 222  | 235  | 213  | 226  | 199  | 233  | 264  |
| Quelle: Cassini und INSEE |      |      |      |      |      |      |      |      |

## Sehenswürdigkeiten

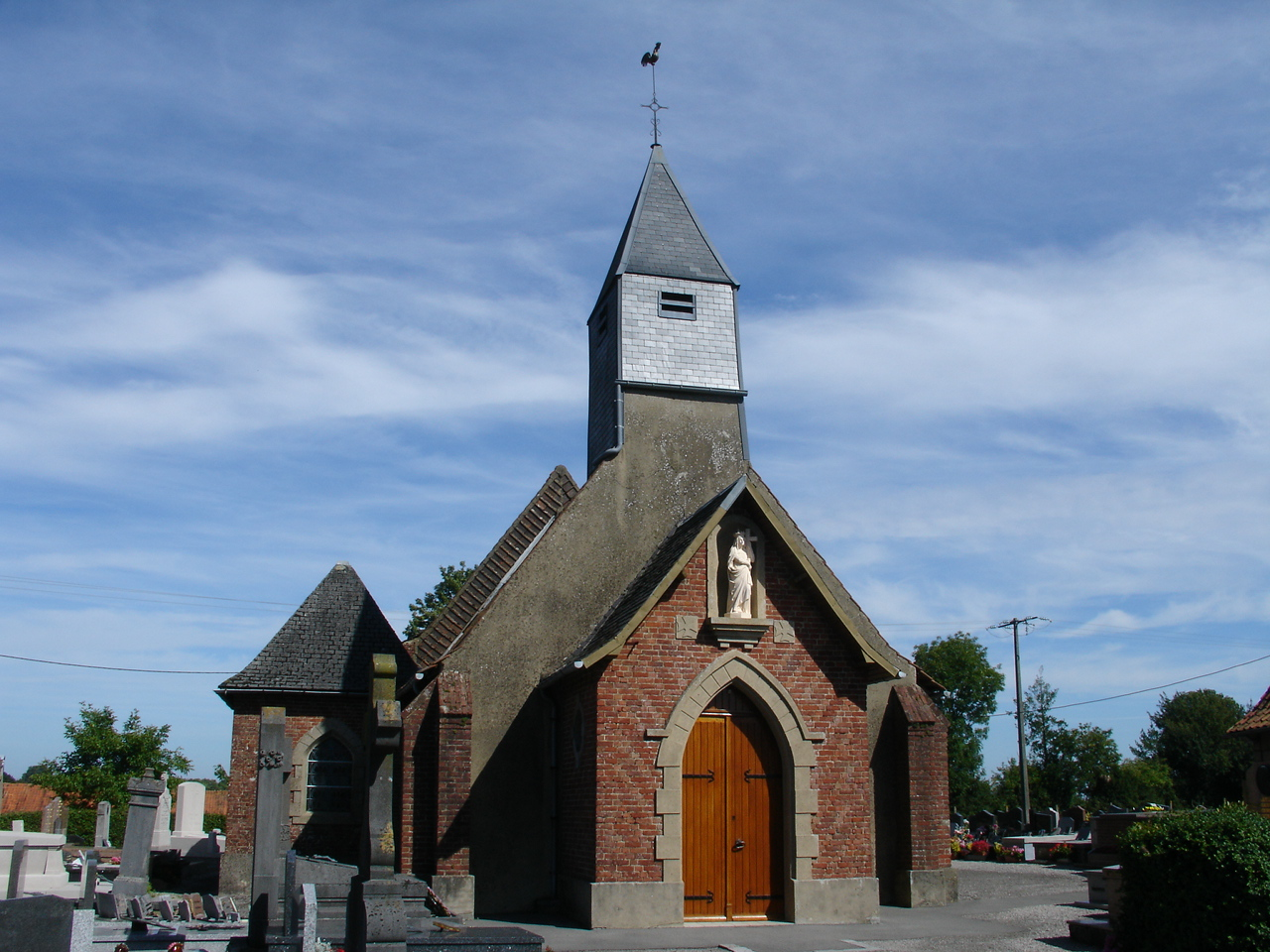
Kirche Sainte-Hélène

- Kirche Sainte-Hélène aus dem 16. Jahrhundert
- Herrenhaus aus dem 16. Jahrhundert